# Winnfield
Winnfield város az USA Louisiana államában. Lakosainak száma 4153 fő (2020. április 1.).

## Népesség
A település népességének változása:
| Lakosok száma | 4840 | 4260 | 4153 |
|               | 2010 | 2019 | 2020 |